# ラッセル・ジョンソン
ラッセル・ジョンソン（Russell Johnson, 1924年11月10日- 2014年1月16日）は、アメリカ合衆国の俳優である。

## 出演作品

### 映画
- 最後の酋長
- イット・ケイム・フロム・アウター・スペース
- 決闘の町（ジミー・ジョンソン）
- 宇宙水爆戦（スティーヴ・カールソン）
- 荒野の追跡
- ごろつき酒場
- 宇宙の子供
- 巨大カニ怪獣の襲撃
- 西部の渡り者
- コンドル
- マッカーサー（アーネスト・キング）
- 非虐のヒッチ
- スカイ・ボンバー／空対地!白昼の市街戦

### テレビシリーズ
- ギリガン君SOS（ロイ・ヒンクリー）
- 赤い暗闇
- 大統領のスキャンダル
- ホラーフライト・悪魔の旅客機
- 決裂への道／トルーマン対マッカーサー
- エア・サスペリア／401便の幽霊
- ギリガン君SOS／伝説のTVドラマの裏側
- アルフ（ロイ・ヒンクリー）